# Литтл, Нассир
Насси́р Шама́й Литтл (англ. Nassir Shamai Little; род. 11 февраля 2000, Пенсакола, Флорида) — американский профессиональный баскетболист, выступающий за клуб Джи-Лиги НБА «Су-Фолс Скайфорс». Играет на позициях лёгкого и тяжёлого форвардов. На студенческом уровне выступал за команду университета Северной Каролины в Чапел-Хилле «Северная Каролина Тар Хилз». На драфте НБА 2019 года он был выбран под двадцать пятым номером командой «Портленд Трэйл Блэйзерс».

## Карьера в колледже
6 ноября 2018 года Литтл дебютировал за Северную Каролину, набрав 7 очков, 3 передачи и 2 блока в победе над Уоффордом со счётом 78—67. 21 января 2019 года Литтл установил личный рекорд результативности, набрав 23 очка, в победе над Виргинией Тех со счётом 103—82.
1 апреля Литтл выставил свою кандидатуру на драфт НБА 2020 года.

## Профессиональная карьера

### Портленд Трэйл Блэйзерс (2019—2023)
Литтл был выбран под 25-м номером на драфте НБА 2019 года клубом «Портленд Трэйл Блэйзерс». 1 июля 2019 года он подписал с Портлендом контракт новичка, рассчитанный на 4 года. 25 октября 2019 года дебютировал в НБА, выйдя со скамейки запасных, в победе над «Сакраменто Кингз» со счётом 122—112. 8 ноября Литтл набрал 8 очков, 3 подбора, 1 перехват и 1 блок за 19 минут в поражении от «Бруклин Нетс» со счётом 115—119. 19 ноября Литтл установил личный рекорд по очкам и подборам, набрав 12 очков и 11 подборов, в поражении от «Нью-Орлеан Пеликанс» со счётом 104—115.
30 января 2021 года Литтл впервые вышел в стартовом составе и набрал 5 очков в победе над «Чикаго Буллз» со счётом 123—122. Через 2 дня он обновил личный рекорд результативности, набрав 30 очков за 30 минут, в поражении от «Милуоки Бакс» со счётом 106—134.
19 октября 2022 года Литтл согласовал продление контракта с «Трэйл Блэйзерс» на четыре года и 28 миллионов долларов.

### Финикс Санз (2023—2024)
27 сентября 2023 года Литтл вместе с Грейсоном Алленом, Юсуфом Нуркичем и Кеоном Джонсоном был продан в «Финикс Санз» в рамках обмена из трех команд, в результате которого Дамиан Лилларди Джру Холидей отправились в «Милуоки Бакс», а Тумани Камара, Деандре Эйтон, и выбор в первом раунде драфта 2029 года в сторону «Портленд Трэйл Блэйзерс».
27 августа 2024 года «Санз» отказались от контракта с Литтлом.

### Су-Фолс Скайфорс (2024—настоящее время)
24 сентября 2024 года Литтл подписал контракт с «Майами Хит». 19 октября 2024 года он был отчислен из «Майами». 28 октября он присоединился к клубу Джи-Лиги НБА «Су-Фолс Скайфорс».

## Статистика

### Статистика в НБА
| Сезон                                                                                    | Команда  | Регулярный сезон | Регулярный сезон | Регулярный сезон | Регулярный сезон | Регулярный сезон | Регулярный сезон | Регулярный сезон | Регулярный сезон | Регулярный сезон | Регулярный сезон | Регулярный сезон | Серия плей-офф | Серия плей-офф | Серия плей-офф | Серия плей-офф | Серия плей-офф | Серия плей-офф | Серия плей-офф | Серия плей-офф | Серия плей-офф | Серия плей-офф | Серия плей-офф |
| Сезон                                                                                    | Команда  | GP               | GS               | MPG              | FG%              | 3P%              | FT%              | RPG              | APG              | SPG              | BPG              | PPG              | GP             | GS             | MPG            | FG%            | 3P%            | FT%            | RPG            | APG            | SPG            | BPG            | PPG            |
| ---------------------------------------------------------------------------------------- | -------- | ---------------- | ---------------- | ---------------- | ---------------- | ---------------- | ---------------- | ---------------- | ---------------- | ---------------- | ---------------- | ---------------- | -------------- | -------------- | -------------- | -------------- | -------------- | -------------- | -------------- | -------------- | -------------- | -------------- | -------------- |
| 2019/20                                                                                  | Портленд | 48               | 5                | 11,9             | 43,0             | 23,7             | 63,6             | 2,3              | 0,5              | 0,3              | 0,3              | 3,6              | Не участвовал  | Не участвовал  | Не участвовал  | Не участвовал  | Не участвовал  | Не участвовал  | Не участвовал  | Не участвовал  | Не участвовал  | Не участвовал  | Не участвовал  |
| 2020/21                                                                                  | Портленд | 48               | 2                | 13,3             | 46,7             | 35,0             | 80,0             | 2,7              | 0,5              | 0,1              | 0,3              | 4,6              | 3              | 0              | 3,0            | 25,0           | 25,0           | 50,0           | 0,3            | 0,0            | 0,0            | 0,3            | 1,7            |
| 2021/22                                                                                  | Портленд | 42               | 23               | 25,9             | 46,0             | 33,1             | 73,4             | 5,6              | 1,3              | 0,6              | 0,9              | 9,8              | Не участвовал  | Не участвовал  | Не участвовал  | Не участвовал  | Не участвовал  | Не участвовал  | Не участвовал  | Не участвовал  | Не участвовал  | Не участвовал  | Не участвовал  |
| 2022/23                                                                                  | Портленд | 54               | 4                | 18,1             | 44,2             | 36,7             | 71,7             | 2,6              | 0,9              | 0,4              | 0,4              | 6,6              | Не участвовал  | Не участвовал  | Не участвовал  | Не участвовал  | Не участвовал  | Не участвовал  | Не участвовал  | Не участвовал  | Не участвовал  | Не участвовал  | Не участвовал  |
| 2023/24                                                                                  | Финикс   | 45               | 2                | 10,2             | 46,0             | 30,0             | 85,0             | 1,7              | 0,5              | 0,2              | 0,2              | 3,4              | 4              | 0              | 3,4            | 60,0           | 33,3           | -              | 0,3            | 0,0            | 0,0            | 0,0            | 1,8            |
|                                                                                          | Всего    | 237              | 36               | 15,8             | 45,2             | 33,0             | 73,5             | 2,9              | 0,7              | 0,3              | 0,4              | 5,5              | 7              | 0              | 3,2            | 44,4           | 28,6           | 50,0           | 0,3            | 0,0            | 0,0            | 0,1            | 1,7            |
| Наведите курсор мыши на аббревиатуры в заголовке таблицы, чтобы прочесть их расшифровку. |          |                  |                  |                  |                  |                  |                  |                  |                  |                  |                  |                  |                |                |                |                |                |                |                |                |                |                |                |

### Статистика в NCAA
| Сезон | Команда           | Conf  | Class | GP | GS | MPG  | FG%  | 3P%  | FT%  | RPG | APG | SPG | BPG | PPG |
| --- | ----------------- | ----- | ----- | -- | -- | ---- | ---- | ---- | ---- | --- | --- | --- | --- | --- |
| 2018/19 | Северная Каролина | ACC   | FR    | 36 | 0  | 18,2 | 47,8 | 26,9 | 77,0 | 4,6 | 0,7 | 0,5 | 0,5 | 9,8 |
| Всего | Всего             | Всего | Всего | 36 | 0  | 18,2 | 47,8 | 26,9 | 77,0 | 4,6 | 0,7 | 0,5 | 0,5 | 9,8 |
| Наведите курсор мыши на аббревиатуры в заголовке таблицы, чтобы прочесть их расшифровку Статистика приведена с сайта sports-reference.com |                   |       |       |    |    |      |      |      |      |     |     |     |     |     |